# Ą̌
Ą̌, ą̌ – litera rozszerzonego alfabetu łacińskiego, powstała poprzez połączenie litery A z ogonkiem i haczkiem. Wykorzystywana jest w zapisie języka hän, w którym oznacza nazalizowaną samogłoskę półotwartą centralną niezaokrągloną, wymawianą z tonem wzrastającym.

## Kodowanie
| Forma     | Wygląd | Części składowe | Części składowe | Kodowanie     |
| --------- | ------ | --------------- | --------------- | ------------- |
| majuskuła | Ą̌      | U+0104 Ą        | U+030C ◌̌        | U+0104 U+030C |
| minuskuła | ą̌      | U+0105 ą        | U+030C ◌̌        | U+0105 U+030C |